# Musique haïtienne

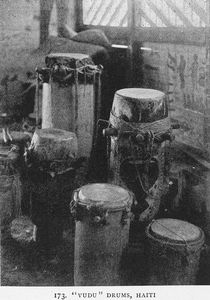
Présentation de plusieurs tambours Assotor pour la musique traditionnelle haïtienne.

La musique haïtienne combine un large éventail d'influences provenant de la population diverse qui s'est installée sur cette île des Caraïbes. 

## Caractéristiques
La musique haïtienne comprend souvent des éléments musicaux français, des rythmes africains, des éléments espagnols et d'autres qui ont habité l'île d'Hispaniola, ainsi que des influences mineures des Taïnos. Les styles musicaux propres à la nation haïtienne comprennent la musique dérivée de la musique de défilé rara, les ballades twoubadou, les mini-groupes de jazz rock, le mouvement rasin, le hip-hop créole, le très populaire compas et le méringue comme rythme de base. La musique haïtienne est principalement influencée par les liens coloniaux européens et les migrations africaines (par le biais de l'esclavage). Dans le cas de la colonisation européenne, l'influence musicale provient principalement des Français.
L'une des traditions musicales haïtiennes est simplement connue des étrangers sous le nom de compas. Mais dans l'ancien créole haïtien non normalisé, les Haïtiens l'identifient diversement comme compa, conpa et konpa-dirék. Indépendamment de ses différentes orthographes, le compas fait référence à un genre musical complexe et en constante évolution qui fusionne les rythmes africains, les danses de salon européennes et l'esthétique bourgeoise haïtienne. Le mot est peut-être dérivé de l'espagnol compás, qui désigne le rythme musical du « battement » ou de la « pulsation ». L'un des traits les plus distinctifs de la musique compas haïtienne est son rythme régulier et pulsé, qui la rend facile à danser.
Haïti chérie est une chanson patriotique traditionnelle et la plus reconnaissable d'Haïti, écrite et composée par le Dr Othello Bayard de Cayes et initialement appelée Souvenir d'Haïti. Elle représente la fierté du peuple haïtien pour son pays et sa culture. Au sein de la communauté haïtienne, dans le pays et à l'étranger, elle est largement considérée comme un deuxième hymne national après La Dessalinienne et la chanson a enregistré plusieurs versions différentes.
Haïti n'a pas de musique enregistrée jusqu'en 1937, lorsque Jazz Guignard est enregistré de manière non commerciale. L'un des artistes haïtiens les plus populaires est Wyclef Jean. Sa musique est un mélange de hip-hop et de worldbeat. 